# 白下区
白下区（はくか-く、拼音: Báixià：バイシャー）は中華人民共和国江蘇省南京市にかつて存在した市轄区。現在の静安区の一部に相当する。区内には南京市最大の繁華街新街口があった。2013年2月8日から秦淮区の一部となった。

## 地理
南京城の東南に位置した。
エリアは東を滄波門、高橋門、上坊門のラインを境として江寧区と隣接し、南を秦淮河、運糧河西口、建康路、昇州路を境に秦淮区と隣接していた。西を外秦淮河が通り、建鄴区と接していた。北を漢中路、中山東路、寧杭公路で鼓楼区、玄武区と分けられていた。

## 歴史
南京北郊にかつて白石山という山があり、石灰石や白雲石が採掘されており、その山すそは「白下陂」と呼ばれていた。
六朝時代には白石山は戦略の要として重視されてきた。東晋の咸和三年（328年）、歴陽（現在の安徽省和県）の鎮将蘇峻が挙兵した際、牛渚（現在の安徽省馬鞍山市雨山区采石磯）より南京（当時の建康）に攻め入った。晋荊州刺史陶侃の率いる軍はそれに反攻するため監軍部将李根の建議を受け、白下陂に白石塁を築き、庾亮の率いる兵二千人で守らせた。南朝宋の元嘉十二年（425年）にはこの地で閲兵が行われた。元嘉二十七年（450年）、北魏拓跋燾の率いる軍は南に攻め入り、南朝宋政権の派遣した大将劉興祖が白石山を守った。陳の禎明末年（589年）、隋が南下した際、陳叔宝は将軍樊猛の率いる八十艘の軍船を白石山近くの長江に配置した。東晋から南斉永明年間、白石山は南琅邪郡に区分されていた。唐代以前には、“白下”とは白石山と白石塁一帯を指していた。